# Президентські вибори у США 1808
На президентських виборах в США 1808 року кандидат від Демократично-республіканської партії Джеймс Медісон здобув перемогу над претендентом від федералістської партії Чарльзом Пінкні. Джеймс Медісон був державним секретарем в адміністрації президента Томаса Джефферсона. Чарльз Пінкні вже представляв федералістську партію на попередніх виборах 1804 року. Джордж Клінтон, другий кандидат від Демократично-республіканської партії, отримав голоси республіканців, що виступали проти Медісона.

## Вибори

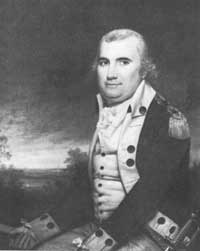
Чарльз Пінкні, претендент від федералістської партії

### Результати

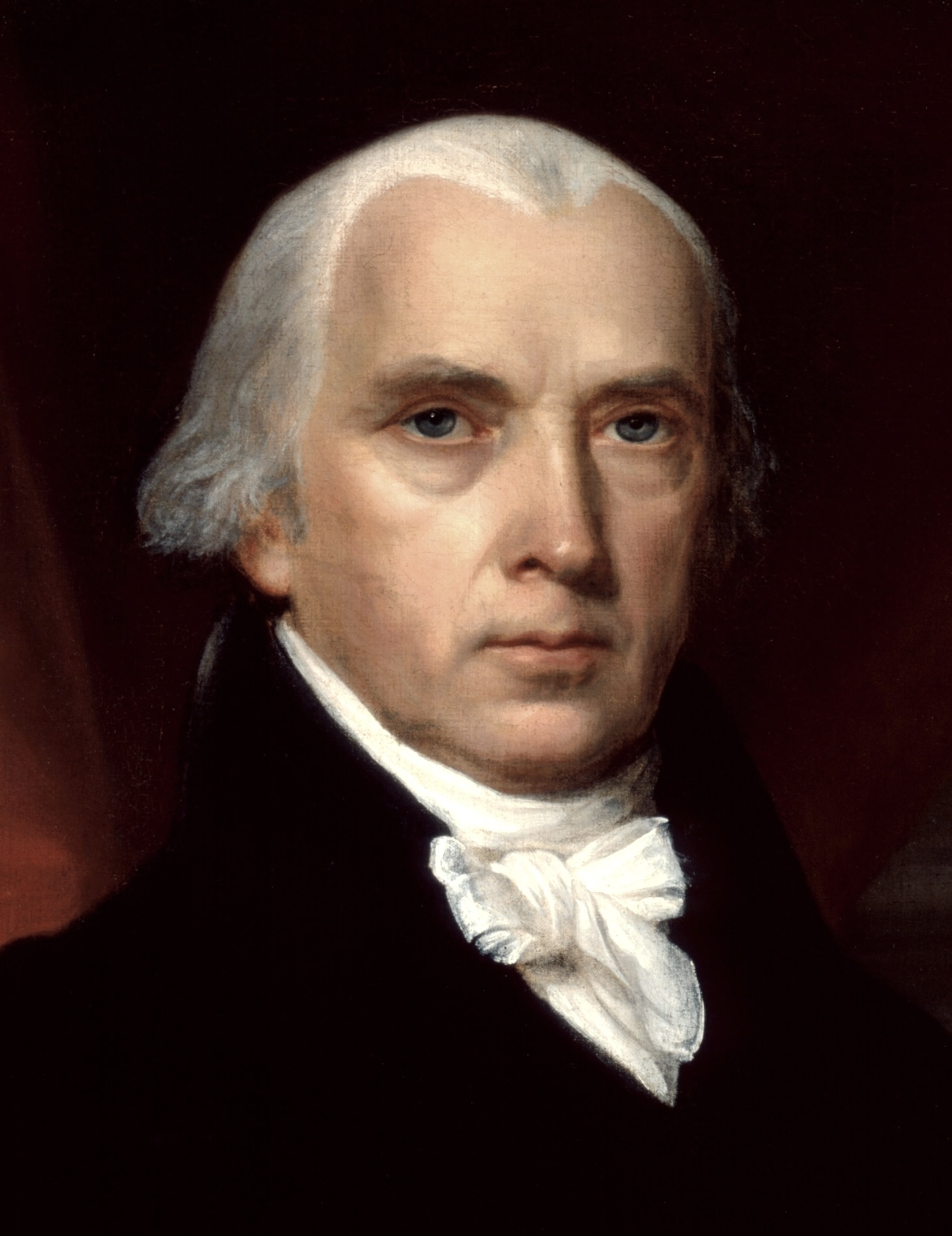
Джеймс Медісон був обраний 1808 року четвертим президентом США.

| Кандидат       | Партія                              | Виборці   | Виборці | Виборники |
| Кандидат       | Партія                              | Кількість | %       | Виборники |
| -------------- | ----------------------------------- | --------- | ------- | --------- |
| Джеймс Медісон | Демократично-республіканська партія | 124.732   | 64,7 %  | 122       |
| Чарльз Пінкні  | Федералістська партія               | 62.431    | 32,4 %  | 47        |
| Джордж Клінтон | Демократично-республіканська партія | —         | 2,9 %   | 6         |
| Джеймс Монро   | Демократично-республіканська партія | 4.848;    | 2,5 %   | 0         |
| Усього         | Усього                              | 187.163   | 100 %   | 175       |